# Палмер, Сэмюэл
Сэ́мюэл Па́лмер (англ. Samuel Palmer; 27 января 1805, Лондон — 24 мая 1881, Редхилл, Суррей) — английский живописец и график романтического направления.

## Жизнь и творчество
С. Палмер был одной из ключевых фигур английского романтизма XIX века. Писал в основном пасторали и пейзажи.
Будущий художник родился в лондонском районе Невингтон. В молодости он — самоучка, рисовал преимущественно средневековые постройки и церкви, находился под влиянием живописи Тёрнера после посещения первой выставки его работ в лондонской Королевской академии.
В 1824 году Палмер познакомился с У. Блейком, оказавшим сильное воздействие на его творчество в последующие 10 лет, считающиеся наиболее удачными. Тогда же он вошёл в группу художников, называвших себя «Древние» («The Ancients»). В этот период Палмер рисовал пейзажи западного Кента. Художник арендовал здесь в 1826—1835 годах коттедж под названием «Rat Abbey» и целиком погрузился в творчество, создавая полотна окружающей его природы (Шорхэмский период). Здесь он влюбляется в 14-летнюю Ханну Линнелл, дочь Джона Линнелла, с которой позднее вступает в брак.
В начале 1830 годов он пишет акварели, благодаря которым снискал большую популярность в Англии. В 1837 году Палмер с женой на два года уехали в свадебное путешествие в Италию. Здесь художник сделал множество этюдов, по мотивам которых впоследствии написал ряд полотен. Вернувшись в Лондон, он в течение двух десятилетий занимался частным преподаванием живописи. В 1862 году Палмер покинул английскую столицу. После возвращения в Лондон Палмер узнал, что его брат Уильям заложил все ранние картины художника, которые затем Палмеру пришлось в течение длительного времени выкупать, что отразилось на финансовом его положении. Член Общества акварелистов с 1854 года.
С. Палмер был талантливым преподавателем. Занимался также иллюстрированием литературы, его акварели украшают издания произведений Дж. Мильтона, Вергилия. После смерти художника его работы были на некоторое время преданы забвению. Новое открытие его творчества начинается в Англии 1950-е годы, влияние Палмера чувствуется в произведениях таких мастеров, как Грэхем Сазерленд, Пол Друри, Робин Таннер и др.
В 2005—2006 годах Британский музей, совместно с нью-йоркским музеем Метрополитен, организует большую ретроспективную выставку работ С. Палмера, посвящённую двухсотлетию его дня рождения.

## Галерея
- Раннее утро (1825)
- Мечтание в Апеннинах (1864)
- Сад в Шорхэме
- Пшеничное поле в свете Луны и вечерней звезды (1830)
- Пейзаж
- После вечерни
- Вид на Тиволи
- Персиковое дерево в саду (1829)
- Горный пейзаж (1826-1828)
- Чёрно-белый пейзаж из Шорхэмского периода